# Notch (Wafer)

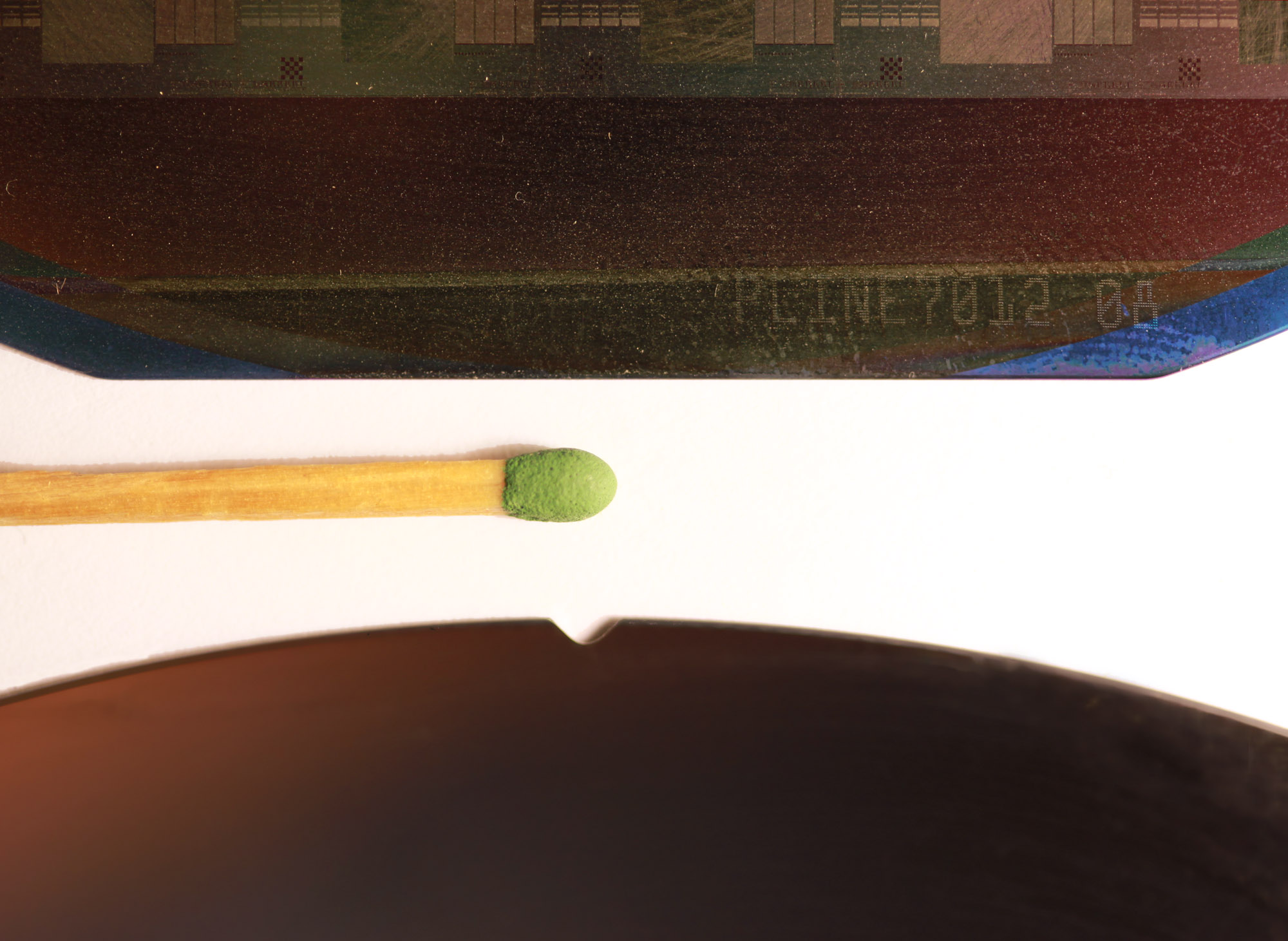
Foto einer Notch eines 200-mm-Wafers (unten), im Vergleich zum Flat eines 150-mm-Wafers (oben).
Als Maßstab ein Streichholzkopf

Eine Notch (dt. ‚Kerbe‘) ist eine seitliche Einkerbung  in einem Wafer, die zur genauen Positionierung auf einer Produktionsanlage für Halbleiter verwendet wird. Dazu fahren Laser oder Lichtschranken über den Rand der Scheibe und ermitteln so die genaue Lage der Notch. Somit kann die genaue Orientierung des Kristallgitters festgestellt werden.
Notches werden ab einem Waferdurchmesser von 200 mm und größer eingesetzt. Sie verbrauchen weniger Material als die bei kleineren Durchmessern genutzten sogenannten Flats zur Positionierung.
Die Notches entstehen in CNC-gesteuerten Schleifmaschinen. Die Lage wird in Grad angegeben und wird von einem Röntgengerät ermittelt, das die Lage des Kristallgitters auf Sekunden genau ermittelt. Dann wird die Notch gesetzt.